# V-11 (航空機)
V-11/V-12
- 用途：地上攻撃機
- 設計者：ジェラルド・フリーバーン・ヴァルティー[1]
- 製造者：Vultee
- 運用者：中華民国空軍、トルコ空軍、ソ連空軍、ブラジル陸軍航空隊
- 初飛行：1935年9月17日[2]
- 生産数：175機以上[3][notes 1]
- 生産開始：1935年から1940年にかけ生産[4]
- 運用開始：1937年
- 運用状況：退役

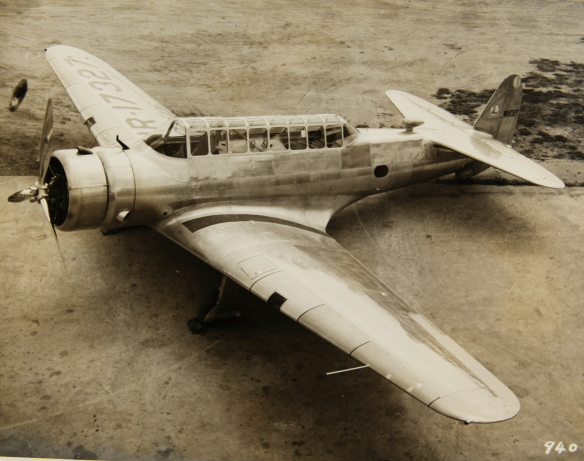
ヴァルティーV-11GB試作機、NR-17327

ヴァルティー V-11およびV-12とはアメリカ合衆国で1930年代に開発された航空機である。応力外皮のモノコック構造で、単葉の地上攻撃機だった。この機は単発旅客機であるヴァルティーV-1から派生したもので、V-11とV-12は中華民国を含むいくつかの国から軍用に購入されている。日中戦争において中華民国はこれらの機体を日本軍との戦闘に投入するため使っていた。第二次世界大戦の前にアメリカ陸軍航空隊は7機のV-11を「YA-19」として数年かけて導入し、双発の軽攻撃機との比較目的でデータを集めるために試験を行っていた。

## 設計と開発
1935年、ヴァルティー社は自社製の単発旅客機であるヴァルティーV-1から派生させた軽爆撃機を作り出した。V-1は良い性能を実地に示した一方で、単発機の旅客輸送業務に課せられた制限のため、わずかな数のみしか売れなかった。
結果、ヴァルティーV-11は、V-1の単発低翼の仕様と全金属性の応力外皮構造を保っている。本機は新しい胴体部分をつけ、長くて温室のような見た目のキャノピーの下に乗員3名用の座席を装備し、主翼や尾部の表面形状はヴァルティーV-1のものを組み合わせている。

## 作戦投入

### 中国

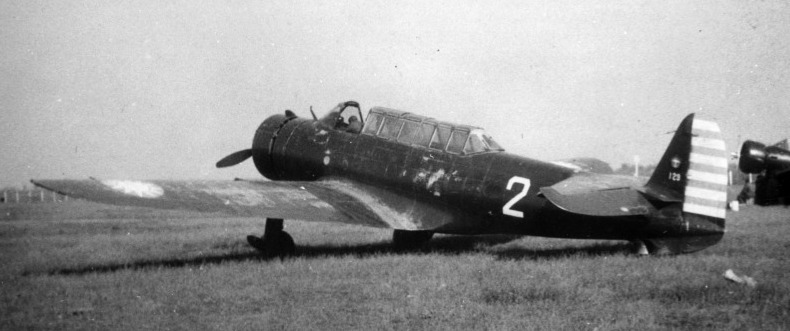
迷彩を施した中華民国軍のヴァルティー V-11-G

1935年の終わりに中華民国が発注を出した。当初の発注数は複座のV-11Gが30機である。1939年、より強力なV-12派生型からV-12-CとV-12Dの2種類のバージョンの発注が続いて出されている。これらの機の大部分は中国とビルマの国境付近の雷允にある中央飛機製造廠の工場で部品を組み立てることが計画され、最初のバッチであるV-12-Cの25機の生産に成功した一方、工場施設はV-12-Dの最初の組み立てを開始した直後に激しい爆撃を受けた。この結果、機体の部品生産はインドに疎開させ、機体の組み立てはベンガルールに置かれたヒンドスタン航空機の工場で行うことが計画された。しかし、数機が組み立てられたのち、工場はより切迫したオーバーホール作業に転換したために生産は停止した。
V-11とV-12は軽爆撃機として使用され、いくつかの成功を収めた。これには1939年2月5日、中華民国空軍の第10飛行中隊、運城に配備された4機が日本軍の保持する飛行場を攻撃した事例が含まれる。この後の1940年、機体は爆撃任務から引き下げられ、訓練用途や連絡任務に使われた。

### ブラジル

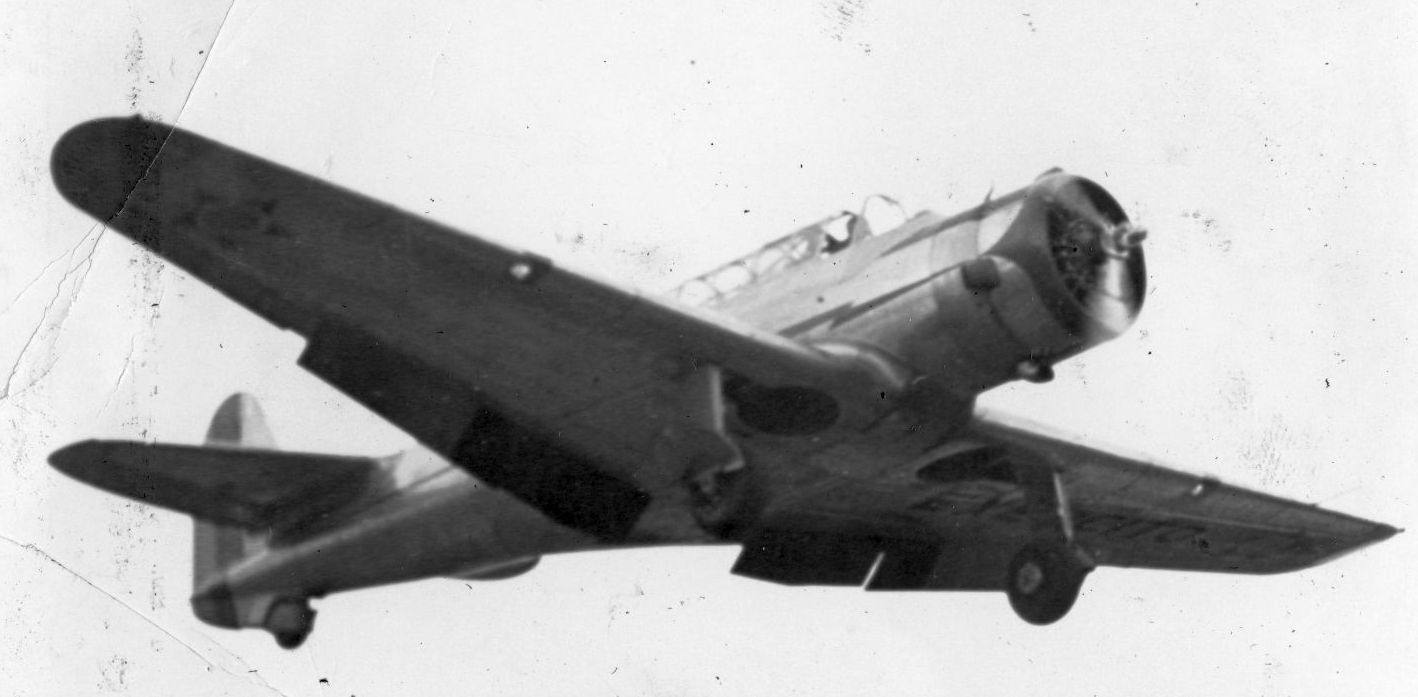
ブラジルのヴァルティー V-11-GB2、着陸時。

1939年2月、ブラジル陸軍航空隊は長距離爆撃用として最初にヴァルティーV-11の10機を取得した。最終的には26機がブラジル陸軍航空隊によって使用されている。
V-11を用い、1939年11月8日にはブラジルの奥地を横切る3,250kmの無着陸飛行が11時間45分かけて行われた。
1942年8月26日、一隻のUボートがブラジル南海岸の都市アララングアから50マイル離れた位置で攻撃を受けた。対潜作戦には適さないものの、機は低空を飛び、3発の250ポンド爆弾を投下し、潜水艦の周囲で爆発した。しかし爆風は低空を飛ぶ機体に被害を及ぼした。

### ソビエト連邦

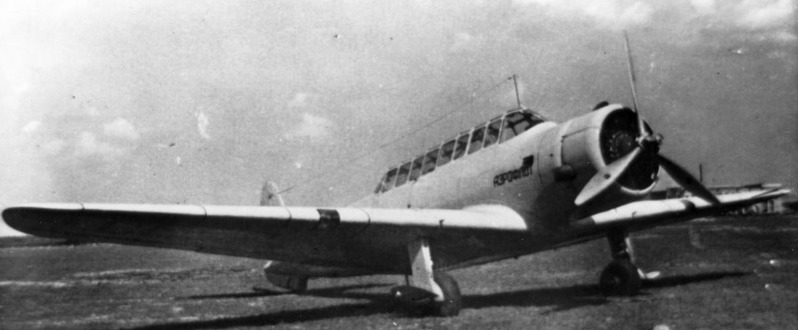
エアロフロート ヴァルティー PS-43

1936年、ソビエト連邦では三座型のV-11-GBを4機購入している。また生産ライセンスも共に得ていた。1937年、本機はBSh-1（Bronirovanny Shturmovik）としてソ連での量産に入った。しかし対地攻撃任務向けに装着された装甲板が受け入れがたいほどに性能を悪化させ、31機生産ののちに量産は停止された。これらの機はエアロフロートに移送され、PS-43として再設計を受けた。1941年のドイツ軍侵攻までの用途は高速輸送であった。侵攻時にこれらの機材は連絡任務のためソ連空軍に復帰した。

### アメリカ合衆国

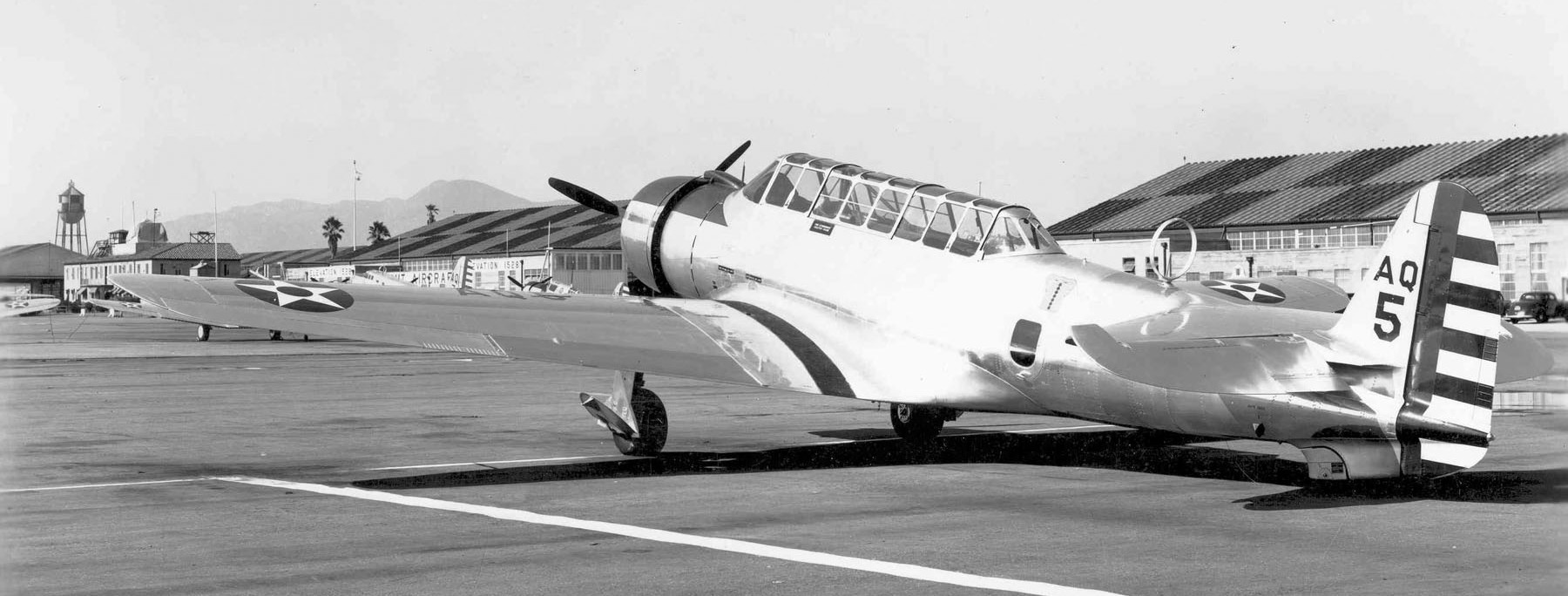
1939年、カリフォルニア州マーチフィールドに置かれた第17攻撃グループのヴァルティー YA-19。

1930年代後半、アメリカ陸軍航空隊では双発の軽攻撃機を好んでいたものの、比較を目的として1938年の夏に7機のYA-19を発注していた。YA-19は.30口径機関銃を6挺積んで武装し、1,080ポンドの爆弾を爆弾倉に搭載した。動力は1,200馬力のツインワスプ星型エンジンで、操縦士、観測手兼銃手、爆撃手兼撮影手を含む3名の乗員により操作された。
YA-19の独特な装備には垂直スタビライザーがあり、垂直尾翼の前方に配置された。垂直スタビライザーのサイズが小型で、ヨーの不安定さを引き起こしたために最後のYA-19（S/N 38-555）は大型化した垂直スタビライザーを装備している。
任務試験では双発の攻撃機がより高速であり、より良い武装が施せ、爆弾搭載量も大きかったことが示され、それ以上にYA-19が発注されることはなかった。比較審査ののちに5機のYA-19がA-19に改称され、カリフォルニア州マーチフィールドの第17攻撃グループに短い期間割り当てられた。その後、パナマ運河地帯に移管され、連絡任務や通常の輸送に用いられた。A-19は実戦投入されることなく、1940年代初期に早々と退役した。

## 派生型

### バルティーの各型名称

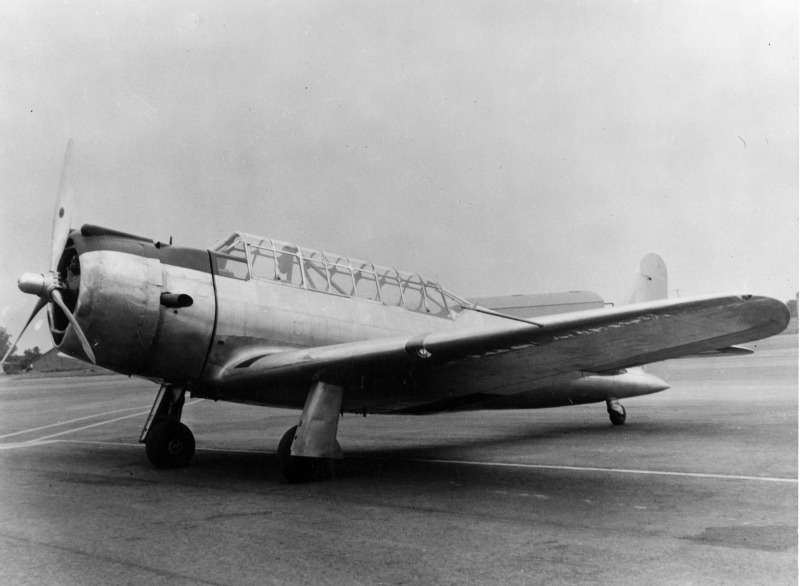
ヴァルティーV-12試作機

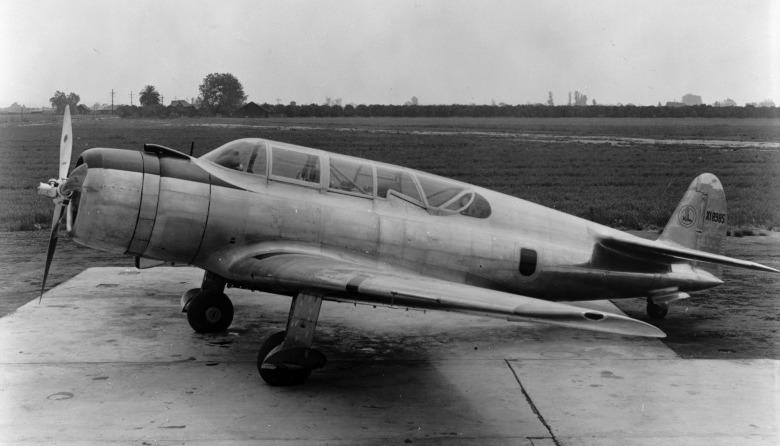
ヴァルティーV-12-D試作機

V-11
最初の試作機。750馬力のライトSR-1820-F53サイクロンで2翅のハミルトン標準可変ピッチプロペラを駆動する。事故を起こした際に操縦士とプロジェクトエンジニアの両方が死亡した。
V-11-A
第二の試作機。最初のV-11と類似するが3翅の定速プロペラを装備する。
V-11-G
当初の量産型である複座軽爆撃機。850馬力のライト R-1820-G2 サイクロンエンジンで駆動する。中国向けに30機を生産した。
V-11-GB
V-11の三座バージョン。4機がソ連に購入された。(2機は見本)。またトルコや他国が40機を購入した。
V-11-GB2
26機がブラジルにより購入された。基本的にはV-11-GBと同様である。
V11-GB2F
ブラジル向けの最後の機体。フロートを装着したものの受け入れられなかった。
V-11-GBT
V-11-GBをトルコ向けに改称。
V-12
三座の爆撃機バージョンの改修型で、空力特性をリファインし出力を向上した。1939年、プラット&ホイットニー R-1830 ツインワスプエンジンをつけた1機の試作機が飛行した。
V-12-C
中国向けのV-12の量産バージョン。R1820-G105B サイクロンエンジンで駆動する。26機生産。1機はヴァルティーにて作られ、残り25機は中国で組み立てられた。
V-12-D
新しい胴体を装備、1600馬力のライトR-2600サイクロン14エンジンで駆動する改修型。中国が52機を発注し、2機の見本がヴァルティーにより生産された。50機は中国本土で組み立てた。
V-52
YA-19をもとに観測機として改設計したが生産されず。

### USAACの呼称

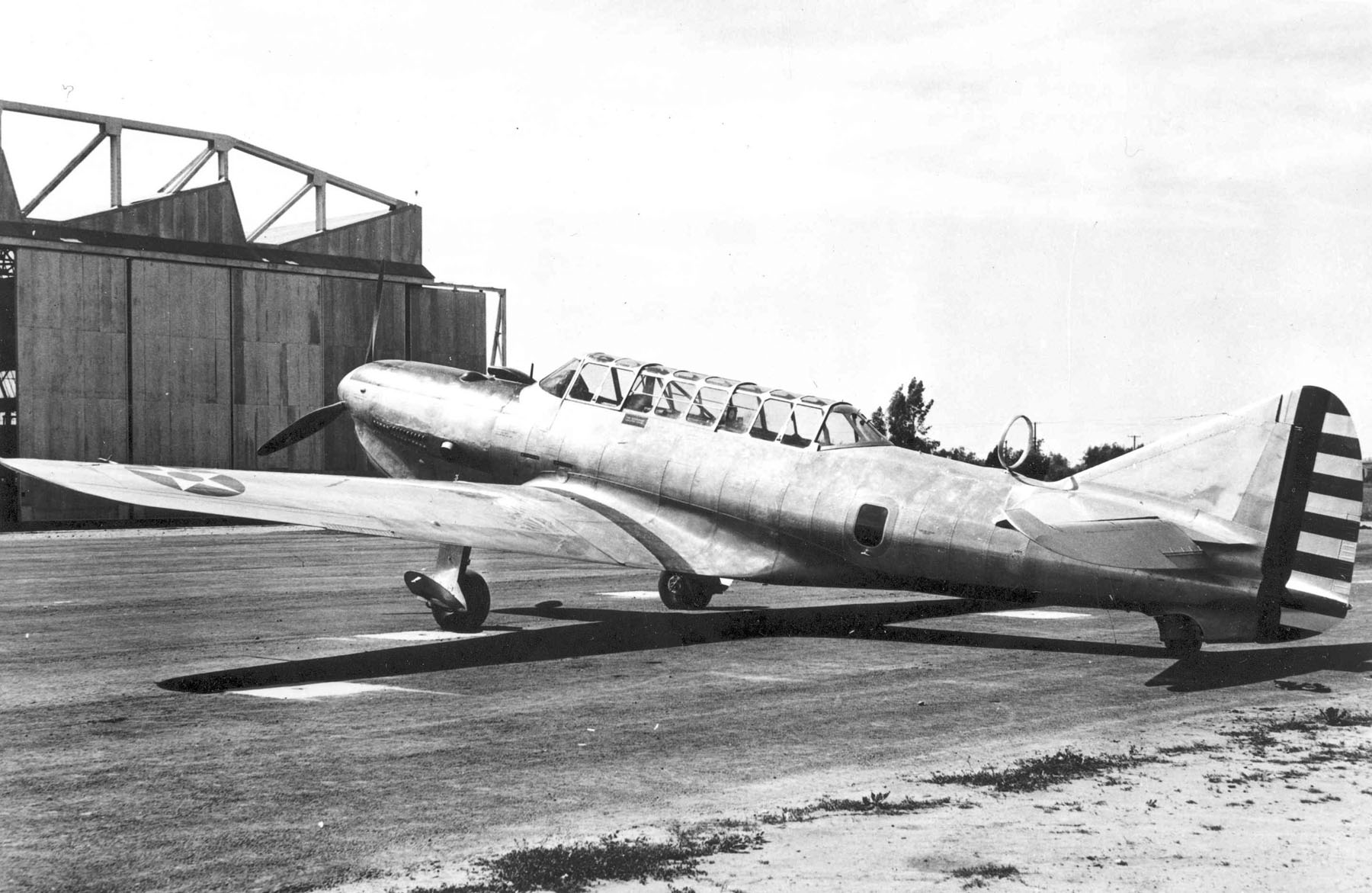
ライカミング O-1230で駆動するヴァルティーYA-19A。

YA-19
アメリカ陸軍航空隊向けのV-11-GBの派生型。7機が生産された。
YA-19A
最後のYA-19機を改称、エンジンのテストベッドとして完成された。方向安定性の改善目的で大型化した垂直スタビライザーを装備し、対向12気筒のライカミング O-1230で駆動する。
YA-19B
第二のYA-19機をエンジンのテストベッドとし、プラット&ホイットニー R2800星形エンジンを搭載した後、改称したもの。
YA-19C
YA-19Aはプラット&ホイットニー ツインワスプR-1830-51エンジンを装着したのちに改称したもの。YA-19と同じような性能を持つ。
A-19
残った5機のYA-19を実際の任務に割り当てたのちにA-19に改称。

### ソ連での呼称
BSh-1
ソビエトでライセンス生産された装甲対地攻撃機バージョン。920馬力のM-62エンジンで駆動する。少なくとも31機生産された時点で量産中止となった。
PS-43
BSh-1を軽量輸送機としてエアロフロートで使用した際の呼称。

## 採用国

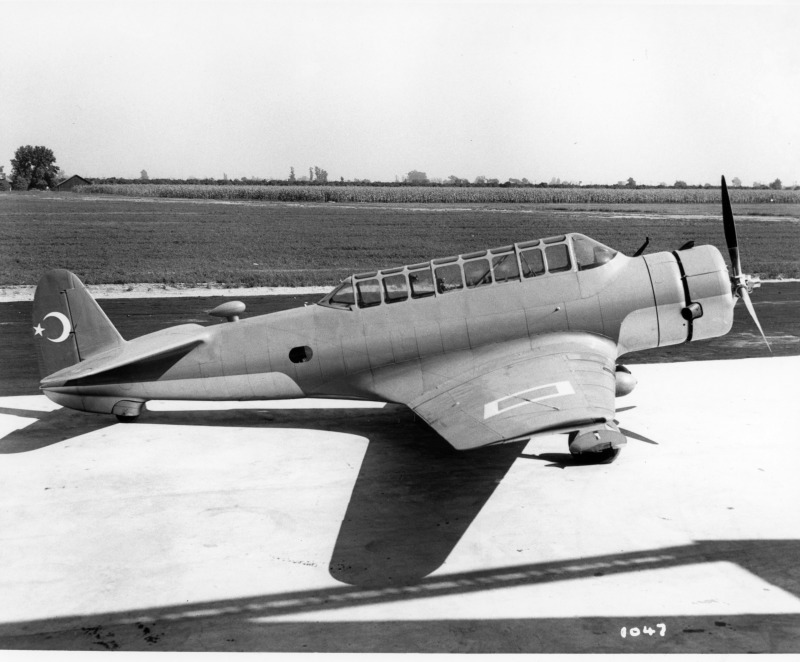
トルコ軍のV-11-GB

ブラジル
ブラジル陸軍航空隊 – ヴァルティー V-11-GB2 (25機を導入)
ブラジル空軍 - 空軍創設時に航空機を移管
中華民国
- 中華民国空軍
  - 第14飛行隊 – ヴァルティー V-11G (30機)[2]、V-12C (26機を発注し25機を導入。生産されたものの配備されることはなかった。)[13] およびヴァルティー V-12D (52機を導入)[13]

ソビエト連邦
ソ連空軍 – ヴァルティー V-11GB (4機を導入) およびBSh-1 (モスクワ・メンジンスキー工場にて31から35機を生産)
トルコ
- トルコ空軍
  - 第2連隊 – ヴァルティー V-11GB (41機を導入)[12]

アメリカ合衆国
アメリカ陸軍航空隊 – A-19/V-11GB (7機を導入)

## 性能、諸元(バルティーXA-19)

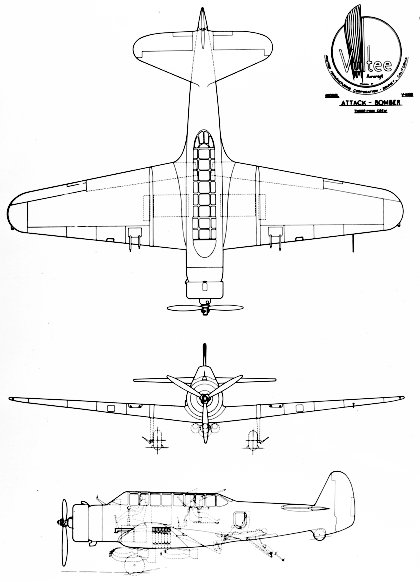
バルティー V-11GB 三面図

データは『U.S. Experimental & Prototype Aircraft Projects』による
- 諸元
- 乗員：3名(操縦士、観測手/銃手、爆撃手/撮影手)
- 全長：11.53m
- 翼幅：15.24m
- 全高：3.05m
- 翼面積：35.7平方m
- 翼形：Clark Y[15]
- 空虚重量：2,927kg
- 全備重量：4,726kg
- 最大離陸重量：7,387kg
- 燃料容量：311-330ガロン
- エンジン：プラット&ホイットニーR-1830-17ツインワスプ14気筒空冷複列星型エンジン1,200 hp (890 kW)
- プロペラ：3翅 ハミルトン標準可変ピッチプロペラ

- 性能
- 最高速度：高度2000mにて370km/h
- 巡航速度：333km/h
- 失速速度：130km/h
- 航続距離：1,790km、爆弾490kg搭載時
- 最大航続距離：2,170km
- 実用上昇限度：6,200m
- 上昇率：6.7m/s

- 兵装
- 機関銃:
- 翼内に.30口径（7.62mm）前方機関銃、4挺
- 胴体後方に.30口径(7.62mm)機関銃、1挺
- 胴体下方に.30口径(7.62mm)機関銃、1挺
- 爆弾：主翼中央部の半埋め込み式区画に14㎏爆弾6発。爆弾倉内に500kg爆弾1発。